# Гунунгапи-Ветар
Гунунгапи-Ветар (индон. Gunungapi Wetar) — стратовулкан, расположенный в море Банда, Индонезия. 
Представляет собой группу островов, которые образовались в результате выброса вулканических лав на поверхность. Наибольшая высота достигает 282 метров, при этом основание вулкана находится на глубине 5000 метров. На центральном конусе имеет небольшой кратер. Наиболее ранний застывший молодой лавовый поток находится на юго-западном склоне. Упоминание извержений фиксировались всего 2 раза: 1512 и 1699 годы.